# کشتی مین‌جمع‌کن کلاس کوها (۱۹۷۴)
کشتی مین‌جمع‌کن کلاس کوها (۱۹۷۴) (به انگلیسی: Kuha-class minesweepers (1974)) یک کلاس از کشتی است که طول آن 31.62 m می‌باشد.